# Sfilata di moda

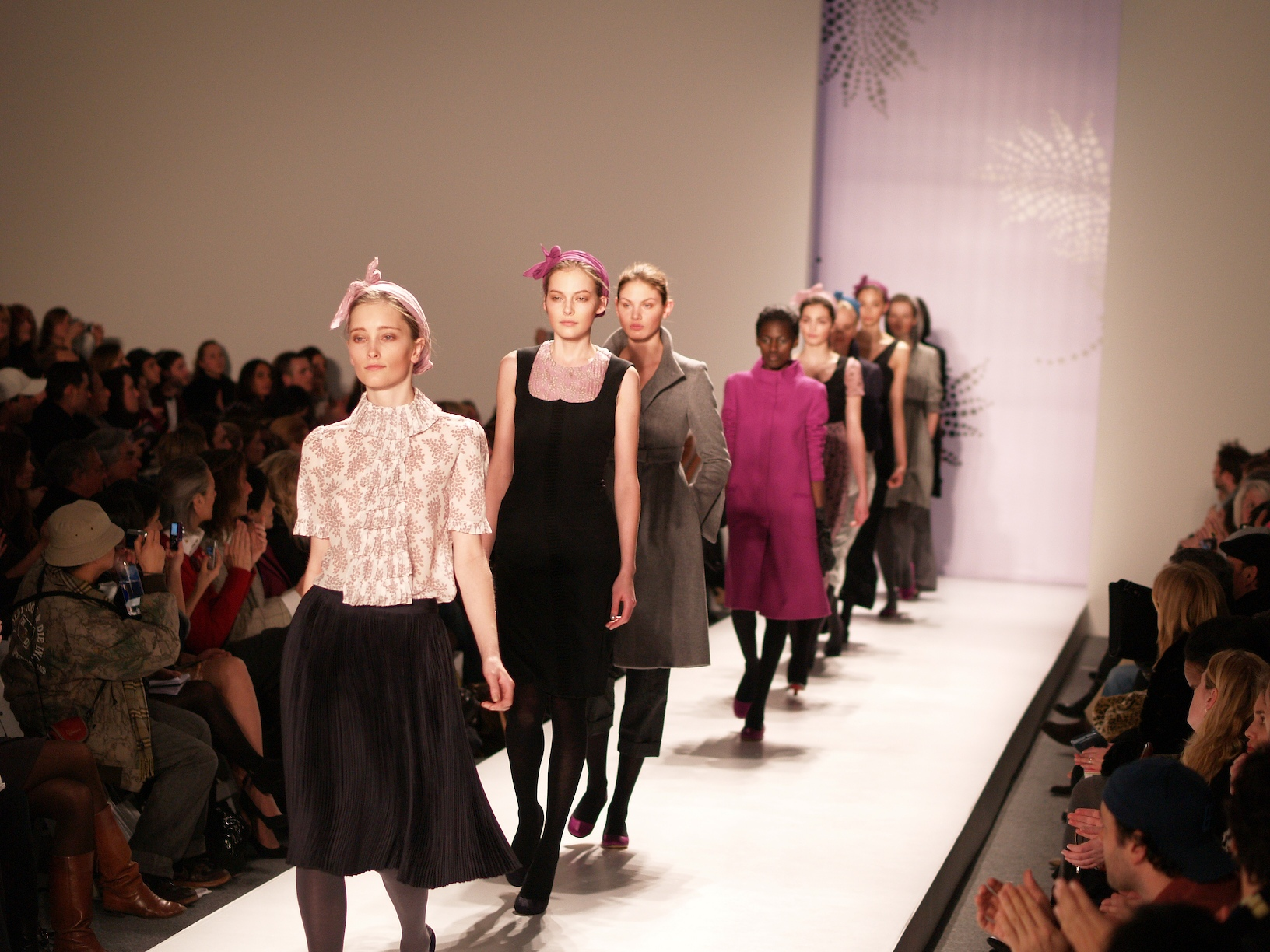
Modelle sfilano in passerella durante la settimana della moda di New York

Una sfilata di moda è un evento, organizzato da uno stilista per mostrare le proprie collezioni di abbigliamento.

## La sfilata
In una tradizionale sfilata, i modelli sfilano sulla passerella, indossando gli abiti creati dallo stilista. Occasionalmente, le sfilate sono organizzate come delle installazioni, dove i modelli sono fermi ed in posa in un ambiente precostruito. L'ordine con il quale i modelli escono indossando uno specifico abito è generalmente pianificato all'inizio, per dare maggiore risalto ad un capo piuttosto che ad un altro, o per realizzare nel complesso della varie uscite un'atmosfera particolare. Il modo in cui ogni singolo capo viene presentato sulla passerella non rappresenta necessariamente il modo in cui lo stilista intende che essi siano indossati nella vita di tutti i giorni.
La presentazione degli abiti sulla passerella, il più delle volte, è soltanto rappresentativo di una costruzione intellettuale-artistica dello stilista e del suo tentativo di creare una particolare idea. Al pubblico viene lasciato l'onere di interpretare le idee dello stilista, apprezzando al contempo i dettagli e la fattura di ogni singolo capo di abbigliamento presentato. Molti degli stilisti contemporanei tendono a produrre le proprie sfilate come se si trattasse di rappresentazioni teatrali, con set elaborati ed elementi aggiuntivi come musica dal vivo e componenti tecnologiche.

## Storia

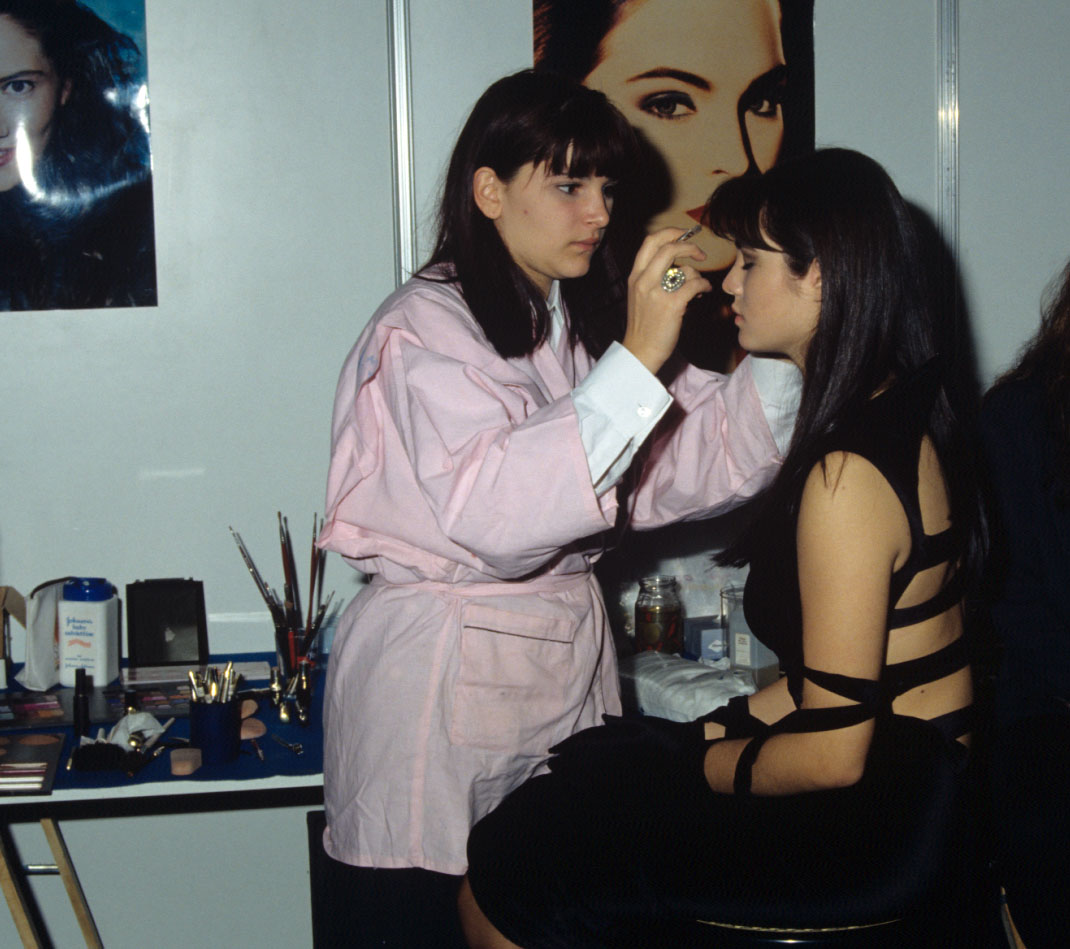
Indossatrice al trucco

Benché non sia chiaro quando si sono cominciate a realizzare le prime sfilate di moda, si sa per certo che già dal 1800 periodicamente venivano tenute delle "parate di moda" nei saloni parigini.
Una sorta di precursore, ma in maniera informale, si ebbe già nel 1495 ad Asti, quando la duchessa Beatrice d'Este indossò una ventina di vestiti su richiesta del re di Francia Carlo VIII, per permettergli di scegliere quello con cui avrebbe posato nel ritratto da spedire alla regina Anna di Bretagna.
I commercianti statunitensi importarono il concetto della sfilata di moda nei primi anni del 1900.  La prima sfilata americana si tenne nel 1903 nel negozio dei fratelli Ehrlich a New York, Dal 1910, alcuni grandi centri commerciali come Wanamaker's a New York e Philadelphia iniziarono a realizzare alcune sfilate dei propri capi. Durante queste sfilate, venivano presentati nuovi abiti provenienti dalle collezioni parigine, o semplicemente copiate da esse. L'obbiettivo di tali sfilate era chiaramente attirare l'attenzione degli avventori sulle nuove tendenze della moda.
Dagli anni venti negli Stati Uniti le sfilate di moda divennero sempre più frequenti nelle maggiori boutique, e cominciarono ad essere organizzate in modo sempre più elaborato, o ruotanti intorno a un tema. La popolarità delle sfilate andò accrescendosi, aumentando notevolmente il numero dei visitatori delle boutique.
Il 22 luglio del 1952, per la prima volta in Italia, fu organizzata una sfilata nell'ormai nota Sala Bianca di Palazzo Pitti, un evento storico che recava la firma di Giovanni Battista Giorgini che ebbe l'intuizione di lanciare la moda italiana nel mondo.
Dagli anni settanta gli stilisti iniziarono ad organizzare le sfilate in spazi distinti dalle boutique, anche se in tempi più recenti questa strategia sembra essere stata oggetto di nuove discussioni.
Le necessità di promozione del settore hanno portato agli inizi degli anni duemila ad articolare in diverse città del mondo le "fashion week" o "settimane della moda", eventi della durata di una settimana, che attraverso l'articolazione di sfilate di moda, consentono alle case di moda e agli stilisti di presentare le loro ultime collezioni al pubblico.

## Formato e impostazione
La passerella può essere semplice o più complessa, con più podi di defilamento. La maggior parte degli spettacoli si svolge al chiuso per proteggersi dalle intemperie, ma a volte si tengono all'aperto. Nel 2016, alla Settimana della moda di Parigi, Channel ha presentato un design elaborato, decorando la sala come un aeroporto. Gli spettatori si sono seduti come se stessero aspettando il loro volo, mentre le modelle hanno fatto il giro dell'aeroporto avvicinandosi alla biglietteria.

## Modelli
Con l'avvento delle sfilate, il concetto di modella da passerella si è rapidamente affermato con la nascita di agenzie e modelle professioniste. Prima dell'avvento delle agenzie professionali, le case di moda, che spesso organizzavano sfilate, avevano le proprie modelle che venivano vestite e truccate appositamente per ogni sfilata. Avendo a disposizione le proprie modelle per presentare gli abiti in passerella, le case di moda potevano essere sicure che gli abiti fossero perfettamente adatti alla presentazione e che avrebbero sicuramente venduto. Tuttavia, con l'aumento della domanda di modelle, è stata fondata un'agenzia di modelle per rappresentare le modelle da passerella.

## Terminology
- Esclusivo: quando una modella riceve un'offerta esclusiva da un marchio di moda, significa che è stata scelta per lavorare solo con quello stilista. Potrebbe lanciare la sua carriera, elevare il suo status nell'industria della moda e "garantirle" un posto sulle migliori passerelle del mondo.
- Haute couture: un'espressione francese per indicare l'alta moda. Le sfilate di moda sono state create appositamente per presentare capi fatti a mano come l'alta moda.[12][13][14]
- Catalogo: raccolta di fotografie di modelli che indossano capi di abbigliamento di uno stilista o di un produttore, inviata a redattori di riviste di moda, acquirenti, clienti e clienti speciali per presentare le immagini dello stilista per la stagione.[15]
- Bozzetti: i bozzetti, o illustrazioni, erano il primo modo in cui gli stilisti presentavano la loro collezione ai clienti. Questo prima che l'industria avesse a disposizione manichini e modelli in carne e ossa.